# Український борщ (монета)
«Украї́нський бо́рщ» — пам'ятна  монета номіналом 5 гривень, випущена Національним банком України, присвячена  українському борщу, який у 2022 році ЮНЕСКО внесла до переліку об'єктів нематеріальної культурної спадщини, яка потребує охорони.
Монету введено в обіг 29 вересня 2023 року. Презентація відбулась на фестивалі нематеріальної культурної спадщини «Жива культура — Живий світ», який відбувся в Національному музеї народної архітектури та побуту України.

## Опис та характеристики монети
| Номінал грн. | Метал      | Маса, грам | Діаметр, мм. | Якість виготовлення       | Гурт     | Тираж, штук |
| ------------ | ---------- | ---------- | ------------ | ------------------------- | -------- | ----------- |
| 5            | нейзильбер | 16.54      | 35,0         | спеціальний анциркулейтед | рифлений | 75 000      |

### Аверс
На аверсі монети розміщено: угорі малий державний Герб України, ліворуч і праворуч від якого написи півколом:  «УКРАЇНА», рік карбування монети — «2023»; номінал монети — «5 ГРИВЕНЬ». У центрі зображено жінку під час приготування українського борщу на тлі печі, як символ неперервності життя народу, тепло, затишок, добробут, родинне щастя, оздоблену орнаментом за трипільським мотивом, як уособлення вікової історії і традиції приготування борщу. Внизу розміщено логотип Банкнотно-монетного двору Національного банку України.

### Реверс
На реверсі монети зображено тарілку з борщем (у центрі), як символ глибиннЇ української культури і традицій, напис — «БОРЩ» з елементом оздоблення — тамподрук.

## Автори
- Художник: Кочубей Микола;
- Скульптор: Атаманчук Володимир[1][5].

## Вартість монети
НБУ реалізував монету за 162 грн. (в сувенірній упаковці).
Фактична приблизна вартість монети, з роками змінювалася так:
| Рік        | 2024 | 2025 |
| ---------- | ---- | ---- |
| Ціна, грн. | 480  | 490  |